# Neunburg vorm Wald
Neunburg vorm Wald – miasto w Niemczech, w kraju związkowym Bawaria, w rejencji Górny Palatynat, w regionie Oberpfalz-Nord, w powiecie Schwandorf, siedziba wspólnoty administracyjnej Neunburg vorm Wald do której jednak miasto nie należy. Leży w Lesie Czeskim, około 20 km na wschód od Schwandorfu, nad rzeką Schwarzach.

## Dzielnice
W skład miasta wchodzą następujące dzielnice: 
- Mitteraschau
- Katzdorf
- Pettendorf
- Seebarn
- Penting
- Kemnath bei Fuhrn
- Fuhrn
- Hofenstetten
- Mitterauerbach
- Kröblitz
- Kleinwinklarn
- Zeitlarn